# Карпов, Ростислав Сергеевич
Ростисла́в Серге́евич Ка́рпов (род. 8 сентября 1937, Томск) — советский и российский ученый-кардиолог, терапевт и организатор здравоохранения, специалист в области ревматологии и клинической иммунологии. Академик РАН (2013), РАМН, АМН СССР (1982, членкор с 1980), профессор (с 1977) и более трети века заведующий кафедрой Сибирского государственного медицинского университета, научный руководитель, а перед тем директор (1985—2015) НИИ кардиологии Томского НИМЦ.
Лауреат Демидовской премии (2015), Государственной премии СССР (1982) и премии Правительства РФ (2010). Заслуженный деятель науки Российской Федерации (2000).

## Биография
Родился в семье преподавателей Томского медицинского института. Отец, академик АМН СССР Карпов Сергей Петрович (1903—1976), заведовал там кафедрой микробиологии.
Окончил с отличием лечебный факультет Томского мединститута — ныне ГМУ (1960) и приступил к работе врачом-ординатором факультетской терапевтической клиники альма-матер. Ученик академика Д. Д. Яблокова, под началом которого прошёл путь до профессора и заведующего кафедрой факультетской терапии с курсом клинической фармакологии (с 1979 года по настоящее время). С того же года одновременно работает в НИИ кардиологии Томского НИМЦ (открыт в 1980 году как Сибирский филиал Всесоюзного кардиологического научного центра, с 1986 года — НИИ кардиологии Томского научного центра АМН СССР), ныне также является научным руководителем Томского НИМЦ. Председатель диссовета Д 002.279.02.
В 1968 году защитил кандидатскую диссертацию «Сравнительная диагностическая ценность некоторых иммунологических и биохимических тестов в распознавании активности ревматического процесса у больных с пороками сердца», а в 1974 году — докторскую «Клинико-иммунологическая характеристика рецидивирующего ревматизма взрослых». Доктор медицинских наук (1976), член КПСС.
Член Правления Российского кардиологического общества, член Европейского и Международного обществ кардиологов. Почётный член Болгарского кардиологического общества (1987).
Помимо ревматологии и кардиологии, занимается также клинической фармакологией и клинической и популяционной эпидемиологией.
главный редактор «Сибирского медицинского журнала», член редакционных советов журналов «Кардиология», «Российского кардиологического журнала», «Профилактическая медицина», «Клиническая фармакология», «Украинского кардиологического журнала».
Создатель научной школы. Подготовил 42 доктора и 81 кандидата медицинских наук. Опубликовал более 900 научных работ, 33 монографии.
Супруга — Галина Васильевна Карпова (поженились в 1963 году), дочери Мария и Тамара.

## Награды и отличия
- Орден «За заслуги перед Отечеством» III степени (20 июля 2023) — за вклад в развитие науки и многолетнюю добросовестную работу[4]
- Почетный доктора Томского государственного университета (2018)
- Лауреат премии Томской области в сфере образования, науки, здравоохранения и культуры (2018)
- Почётный знак «Гордость Томска» (2017)
- Почётной грамотой Президиума Томского комитета профсоюза работников здравоохранения России (2017)
- Почётная грамота Сибирского государственного медицинского университета (2017)
- Почётная грамота Сибирского отделения Российской академии наук (2017)
- Почётная грамота Министерства здравоохранения России (2017)
- Почётная грамота Федерального агентства научных организация (2017)
- Золотая медаль имени С. П. Боткина РАН (2017) — за серию работ под общим названием «Фундаментальная, клиническая и популяционная кардиология»[5]
- Почётный гражданин Томской области (5 июля 2016) — за высокий профессионализм, выдающиеся достижения в области медицинской науки, образования и здравоохранения, активную общественную деятельность[6]
- Лауреат Демидовской премии Научного Демидовского фонда (2015)
- Почётная грамота Мэра города Томска (2015)
- Орден «Томская слава» (2015)
- Юбилейная медаль «70 лет Томской области» (2014)
- Почётная грамота администрации города Томска (2011)
- Лауреат национальной премии «Пурпурное сердце» в области кардиологии в номинации «Мэтр кардиологии — 2010 года» (2010)
- Медаль «За вклад в развитие кардиологии в Сибири» (2010)
- Нагрудный знак ФНПР «За содружество» (2010)
- Лауреат Премии Правительства Российской Федерации в области науки и техники (2009) — за осуществление комплекса работ по созданию и внедрению в Российской Федерации современных методов диагностики, лечения и реабилитации больных хронической сердечной недостаточностью различного генеза
- Орден «За заслуги перед Отечеством» IV степени (2007)
- Памятная медаль «Лучшие люди России» (2005) — за выдающиеся достижения в  деятельности и значительный вклад в развитие научного потенциала России
- Премия имени Н. С. Короткова Российского кардиологического обществе (2005)
- Орден Николая Пирогова «За выдающиеся достижения в медицине» (2005)
- Юбилейная медаль «400 лет Томску» (2004)
- Знак отличия «За заслуги перед Томской областью» (2004)
- Медаль «За заслуги перед отечественным здравоохранением» (2001)
- Заслуженный деятель науки Российской Федерации (2000)
- Почётный гражданин Томска (1997)
- Орден Почёта (1996)
- Нагрудный знак «Отличнику здравоохранения» (1990)
- Орден Октябрьской Революции (1987)
- Золотая медаль ВДНХ (1985)
- Лауреат Государственной премии СССР в области науки и техники (1982) — за создание и внедрение многофункционального комплекса радиоэлектронных диагностических приборов со встроенными вычислителями для автоматизированных исследований ССС
- Орден Трудового Красного Знамени (1981)
- Медаль ордена «За заслуги перед Отечеством» II степени